# Isabella Escalera
Pour les articles homonymes, voir Escalera.
Isabella Maria Escalera Layton , née le 1er juillet 2003 est une coureuse cycliste professionnelle espagnole, courant à la fois sur route et sur piste.

## Biographie
Isabella Escalera est élevée en Grande-Bretagne, née d'une mère britannique et d'un père espagnol. Elle découvre et se passionne pour le cyclisme en regardant les Jeux olympiques de Londres 2012. Elle participe à des compétitions de jeunes sous la bannière britannique, avant de choisir la nationalité sportive espagnole en 2021. En effet, elle ne faisait pas partie des toutes meilleures britanniques de sa génération, et a donc choisie de suivre son entraineur, César Neira, en s'installant à Cadalso de los Vidrios en Espagne.
Elle effectue alors sa dernière année junior avec l'équipe Rio Mera-Meruelo. Elle remporte, notamment, 5 titres de championne d'Espagne junior sur piste en 2021. 
Pour sa première saison senior, en 2022, elle signe auprès de l'équipe continentale Eneicat-CMTeam. À l'occasion des championnats du monde 2022 elle bat, avec l'équipe d'Espagne, le record national de poursuite par équipe. Elle signe alors avec l'équipe Soltec pour la saison suivante.
Lors des championnats d'Europe espoirs sur piste 2023, elle remporte la médaille de bronze de la course à l'Américaine avec Eva Anguela. Elle bat, par ailleurs, le record d'Espagne de la poursuite individuelle.
Elle change une fois encore d'équipe, au profit de Torelli, pour la saison 2024. Puis signe avec CJ O'Shea Racing en 2025.

## Palmarès sur piste

### Championnats d'Europe
| Édition / Épreuve     | Américaine | Elimination |
| Anadia 2023 (espoirs) | Bronze     |             |
| Anadia 2025 (espoirs) |            | Argent      |

### Championnats nationaux
- 2021
  -  Championne d'Espagne junior de vitesse par équipe
- 2023
  -  Championne d'Espagne de poursuite individuelle
- 2025
  -  Championne d'Espagne de la course à l'Américaine (avec Eva Anguela)